# ادوارد لینگ
ادوارد لینگ (انگلیسی: Edward Ling؛ زادهٔ ۷ مارس ۱۹۸۳) تیرانداز اهل بریتانیا است.
از افتخارات وی میتوان به کسب مدال برنز تراپ مردان در بازی‌های المپیک تابستانی ۲۰۱۶ اشاره کرد.